# Anna Nordgren
Anna Christina Nordgren, född 13 maj 1847 i Mariestad, död 10 september 1916 i Skara var en svensk målare.

## Biografi
Anna Nordgren tillhörde de tidiga kvinnliga studenterna vid Fruntimmersavdelningen vid Konstakademien i Stockholm 1867–1874 och vistades åtta år i Frankrike och sexton i England. Hon har ställt ut genretavlor (motiv från Dalarna, norra Frankrike och England) i olja, akvarell och pastell samt porträtt. Tavlan Mor och barn inköptes 1904 av museet i Indianapolis. Ett porträtt av Berndt Lindholm ägs av Finska Konstföreningen. Tre av hennes verk finns på Nationalmuseum och på Göteborgs konstmuseum. 

## Bildgalleri

Porträtt av Anna Nordgren (utfört av Ernst Josephson 1881)
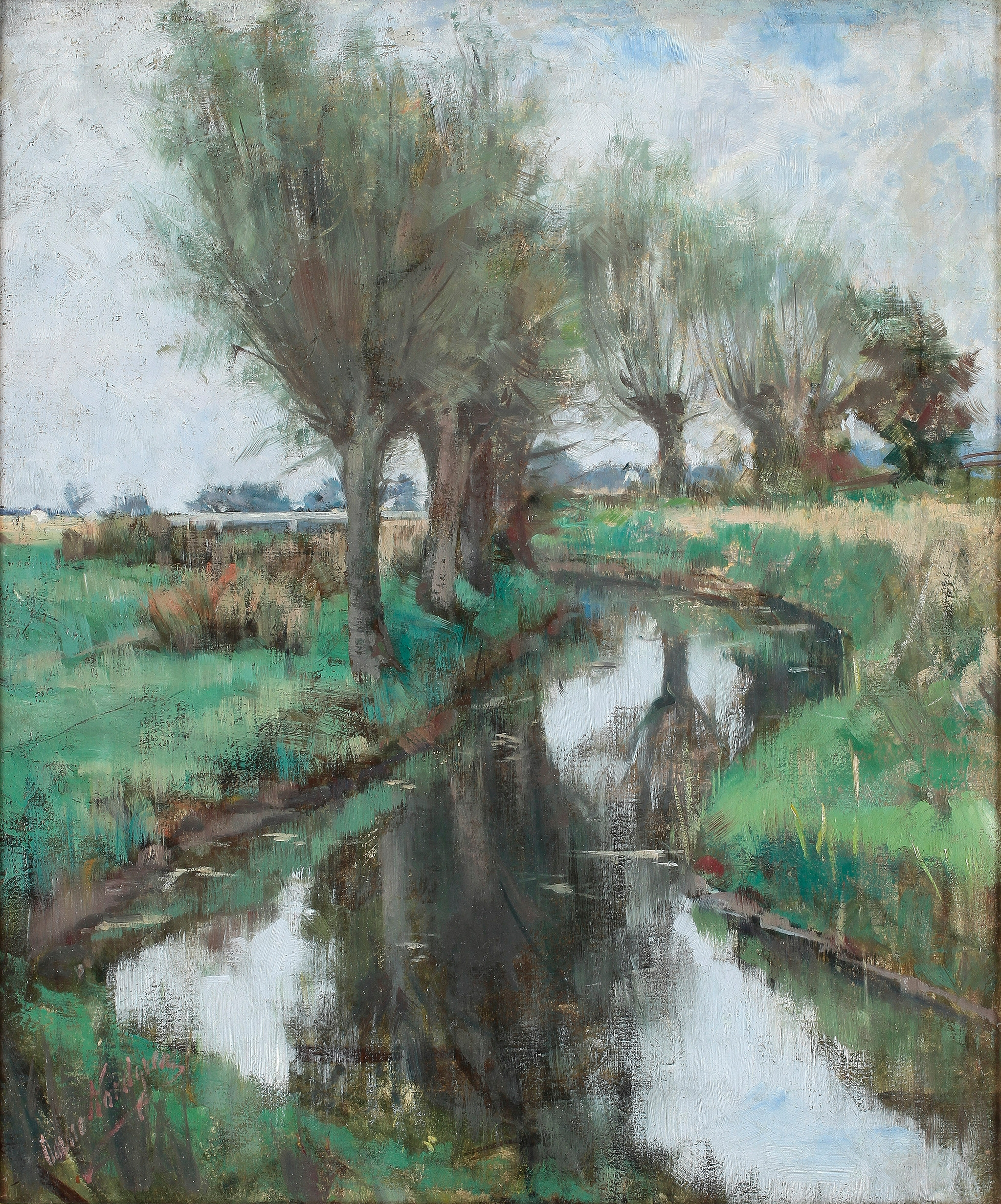
Landskap (u. å.)
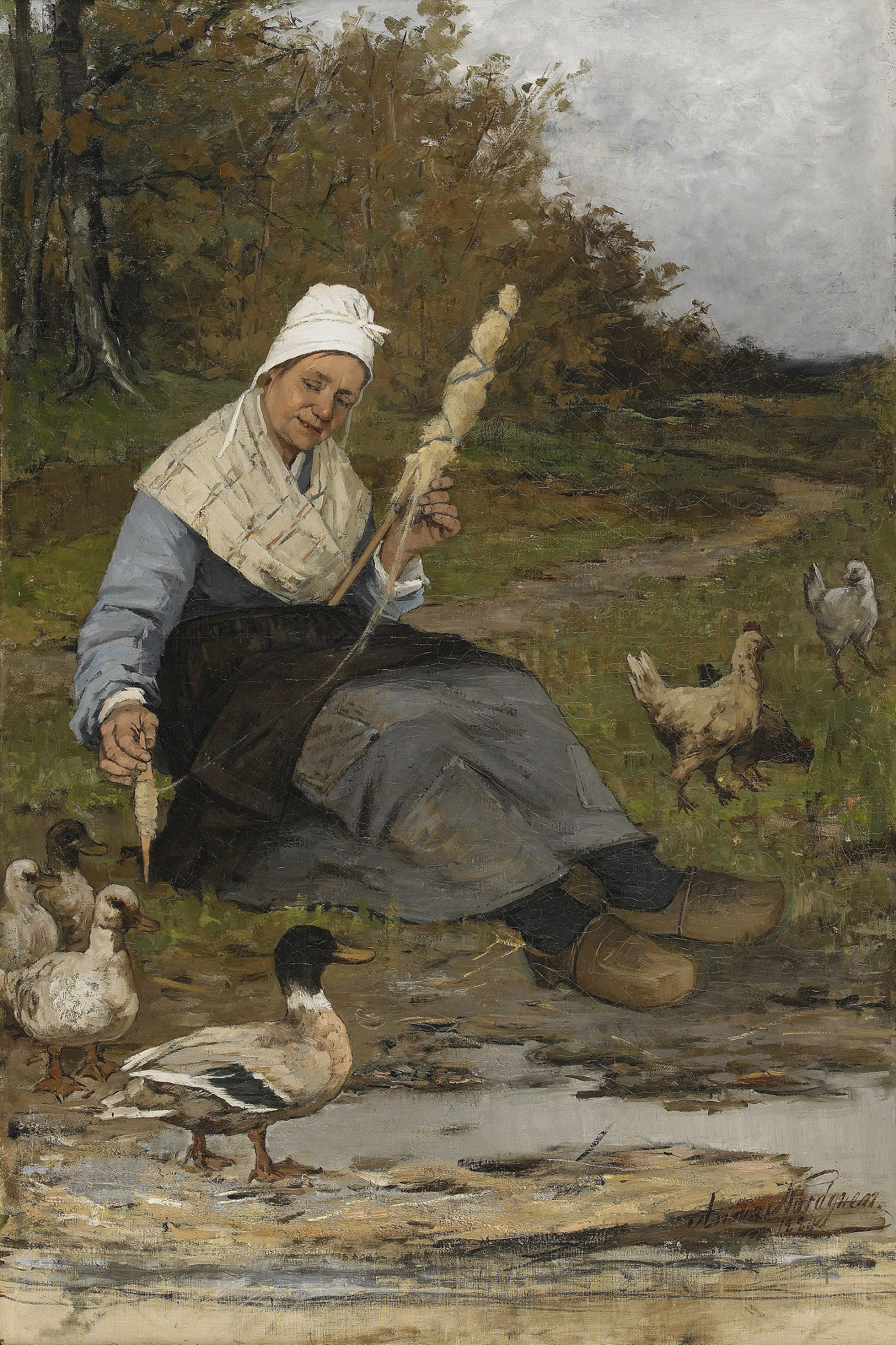
Bondkvinna vid strandkanten (1880)
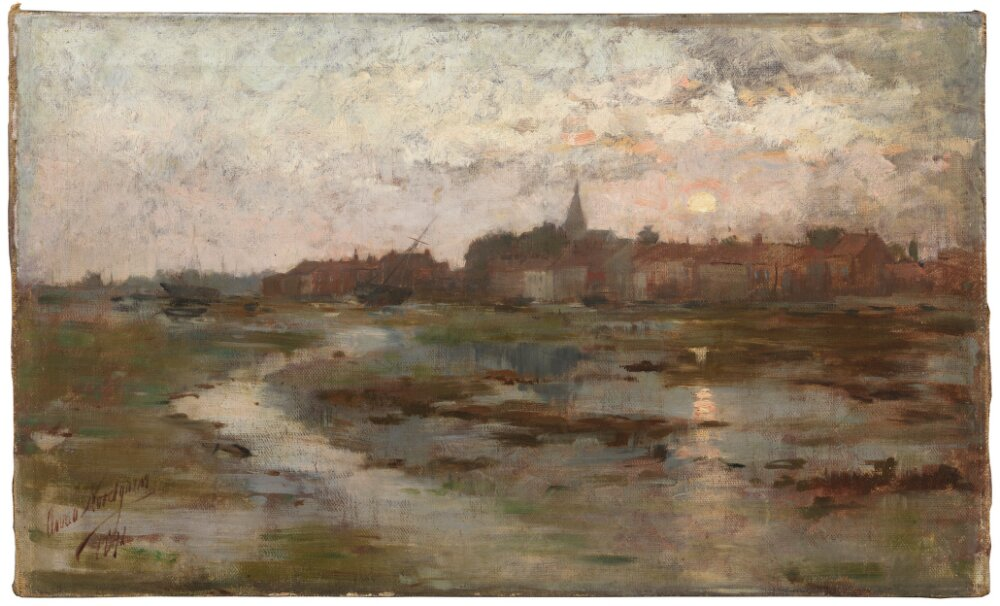
Kustlandskap (1891)
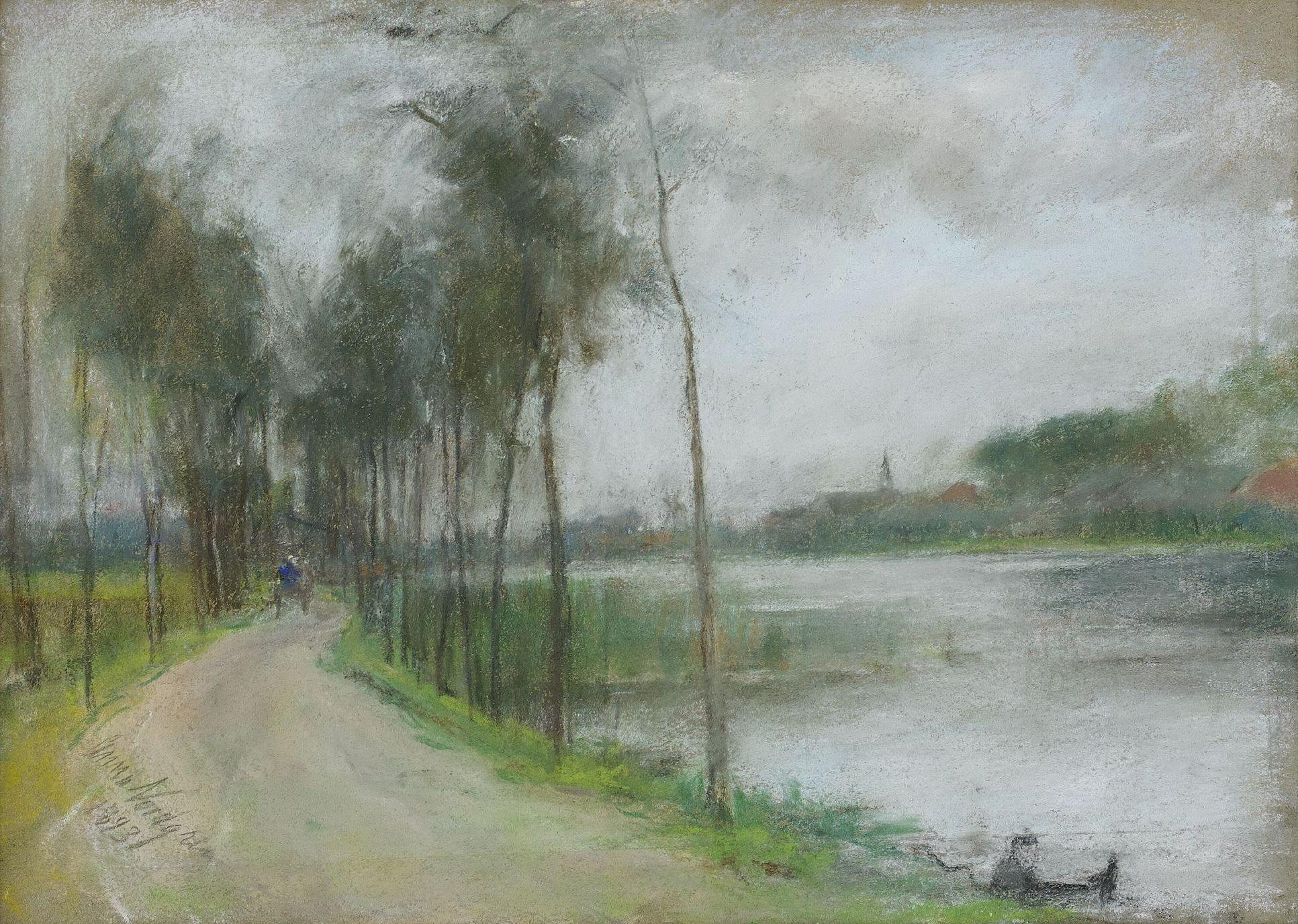
Vid floden (1893)
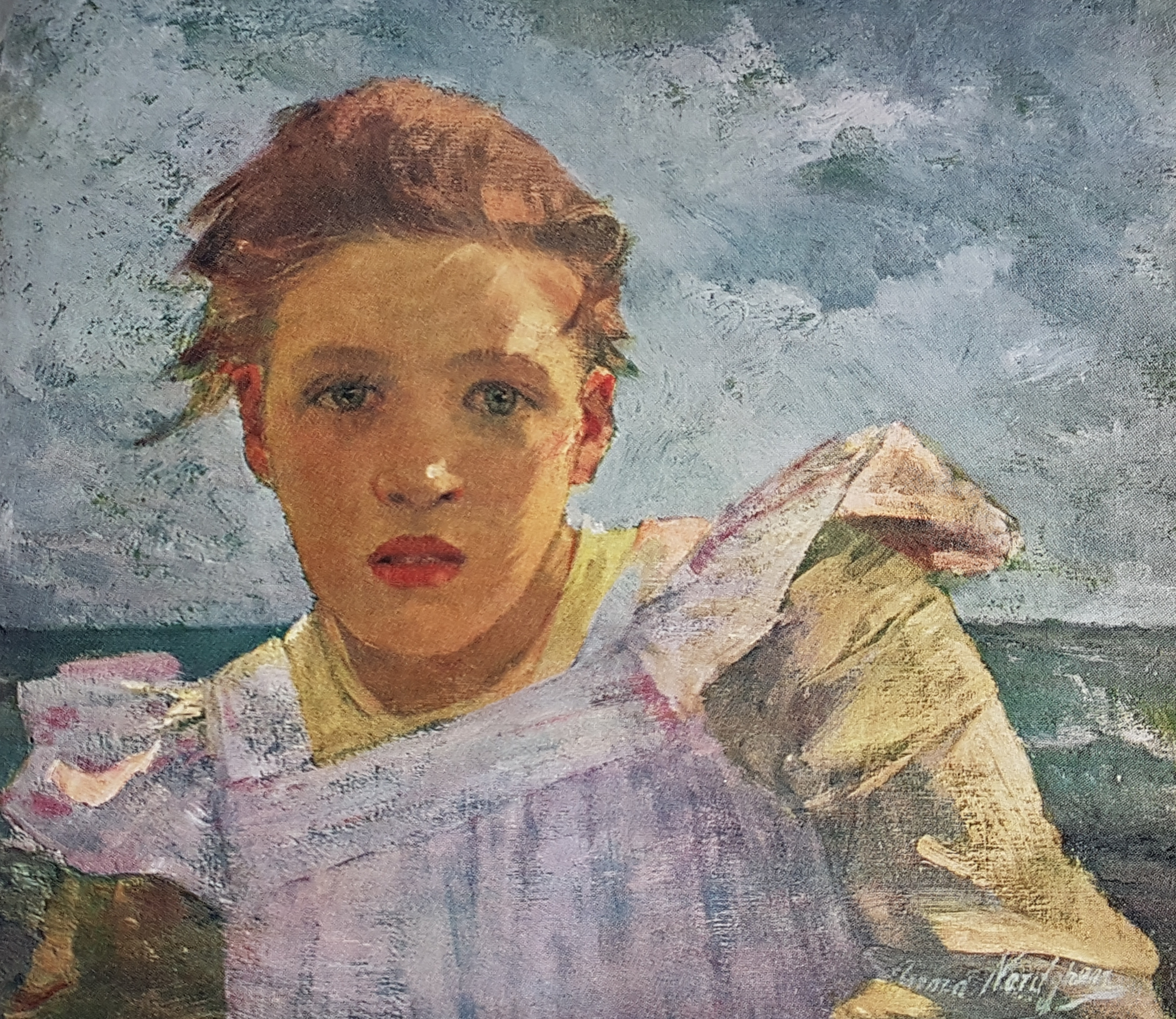
Ung flicka i Bohuslän (u. å.)
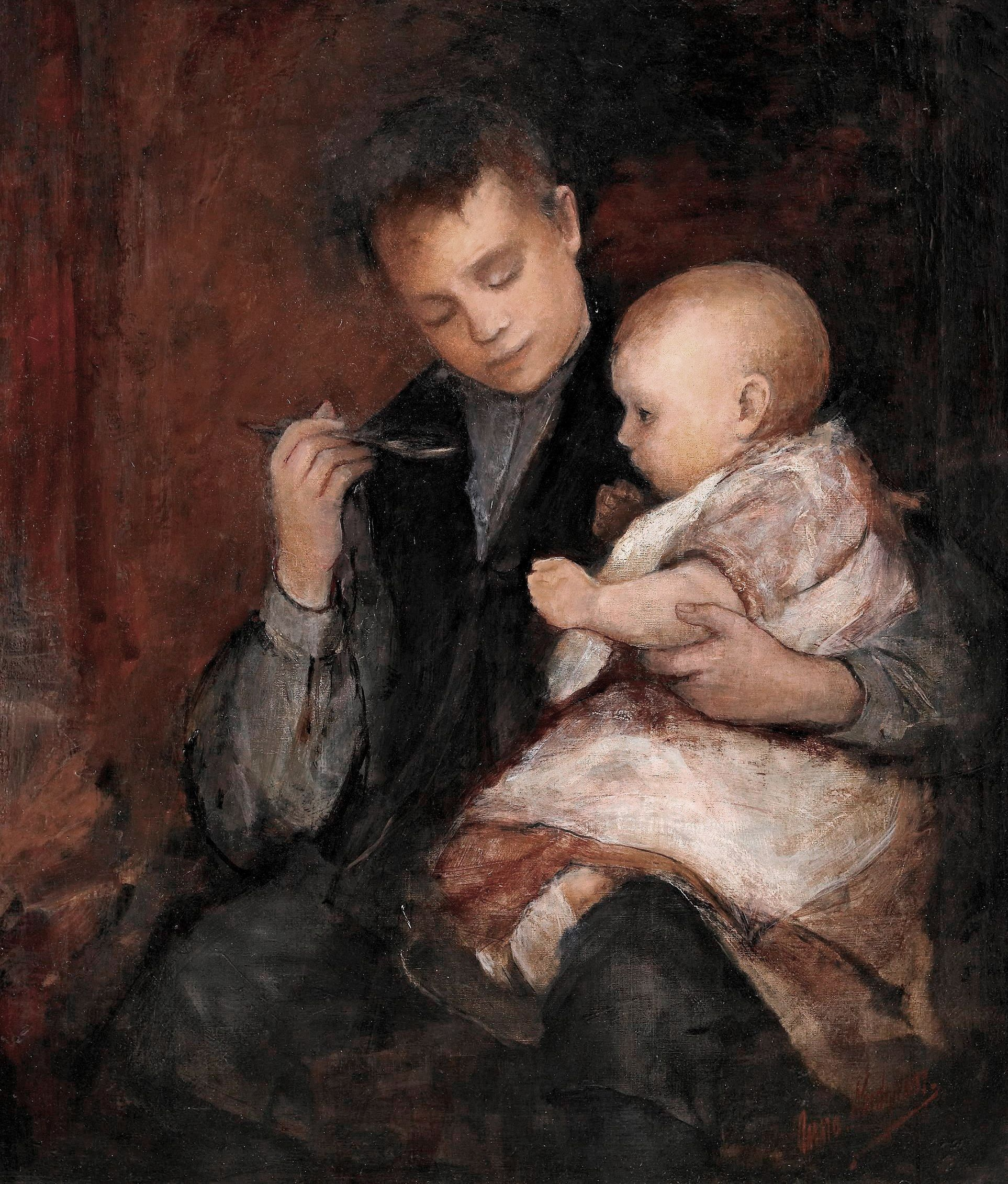
Lillan matas (omkring 1916)
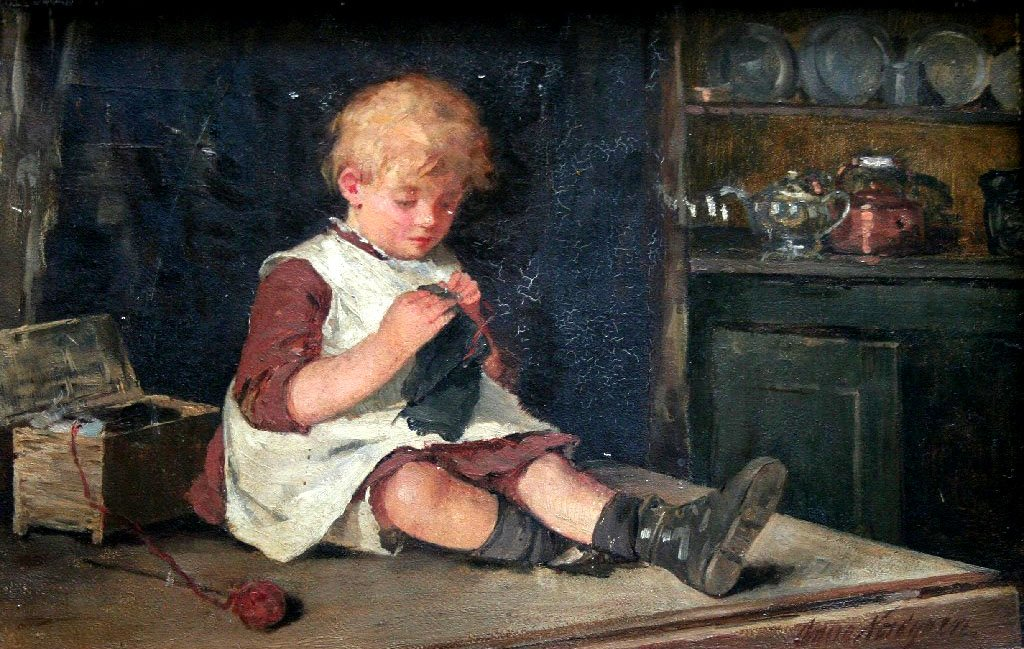
Little Industry (omkring 1916)